# Підлість
Підлість —  вкрай негативна риса особистості, яка проявляється в здатності заподіювання вчинків, які суперечать загальноприйнятим нормам моралі та певним встановленим зобов’язанням, направленим переважно на досягнення корисливих інтересів.

## Трактування
Зазвичай, нормальне функціонування суспільства, різноманітних спільнот, родин, організацій, певних груп людей передбачає дотримання суспільно-визначених загальноприйнятих чеснот, особливо таких як: чесність, вірність, гідність, відданість. 
Але, з бажанням досягнення певної корисливої егоїстичної мети, або свідомого нанесення особі або соціальній групі моральних страждань, особа здійснює дії, які характеризуються найперше зрадою обумовлених етичних принципів життєдіяльності.

## Соціальна негативність
Підлість завжди призводить до вкрай негативних наслідків у життєдіяльності конкретних соціальних спільнот. 